# Siruela

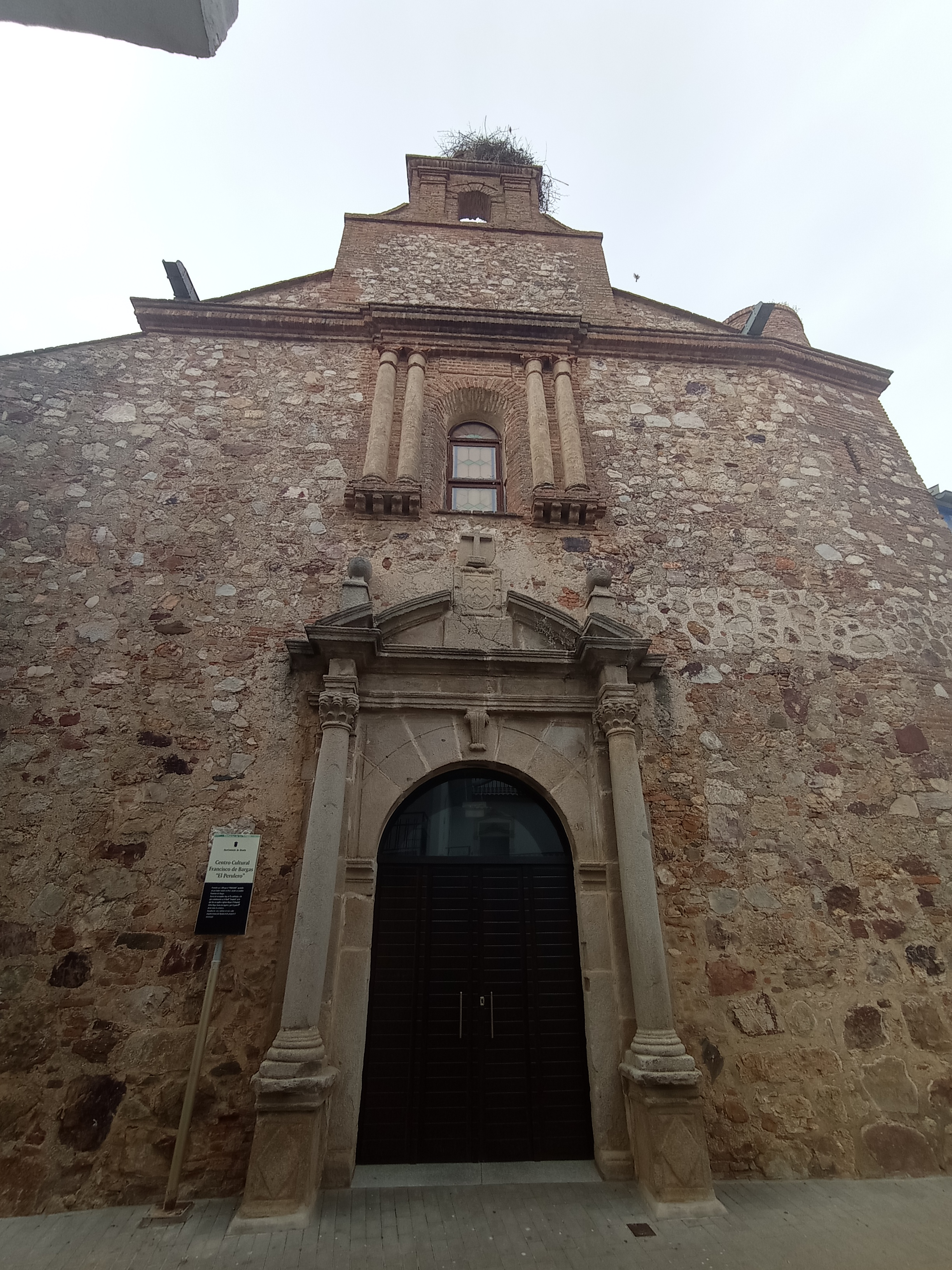
Centro cultural "El Perulero".

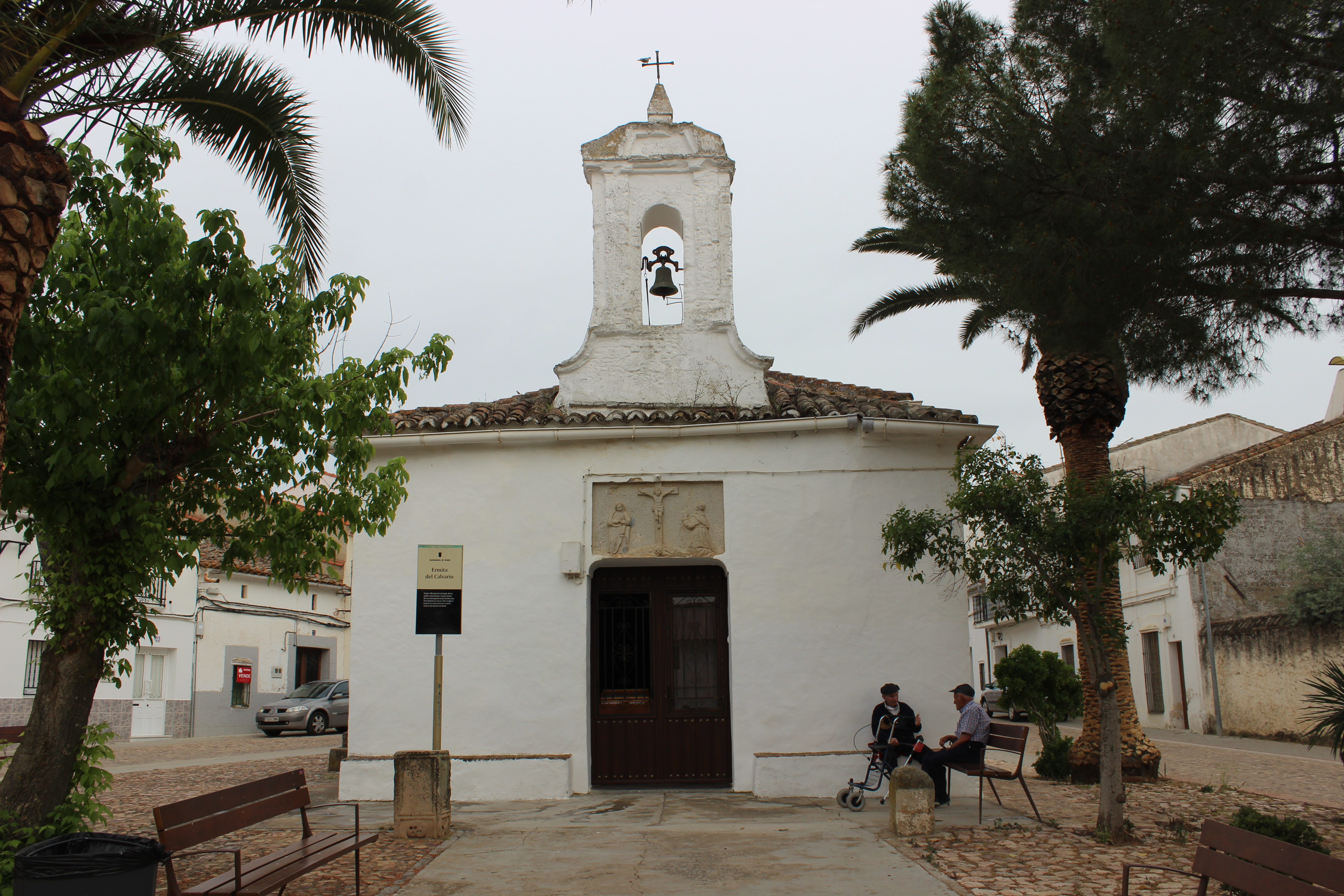
Ermita del Calvario, Siruela

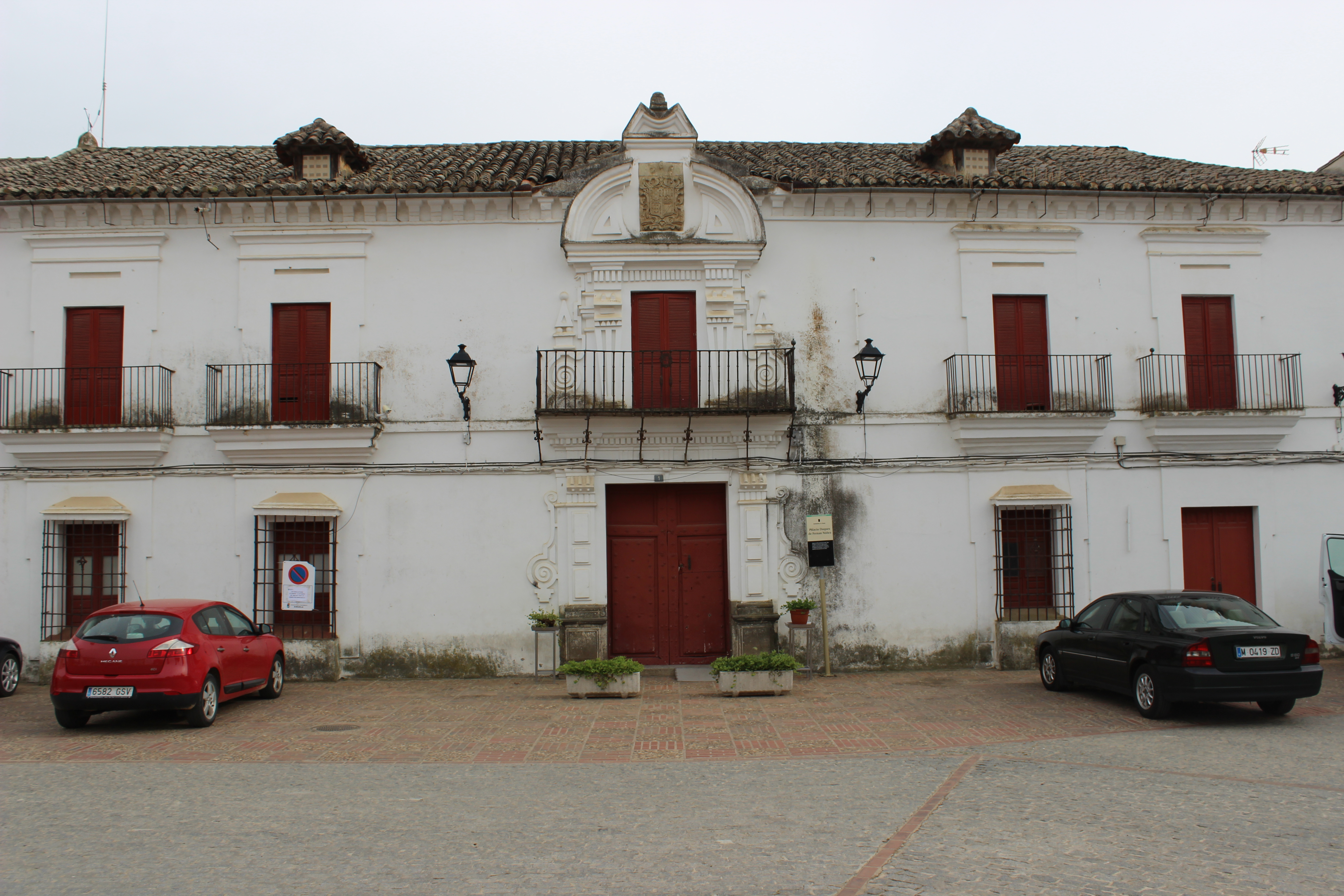
Palacio de los Duques de Fernán Núñez.

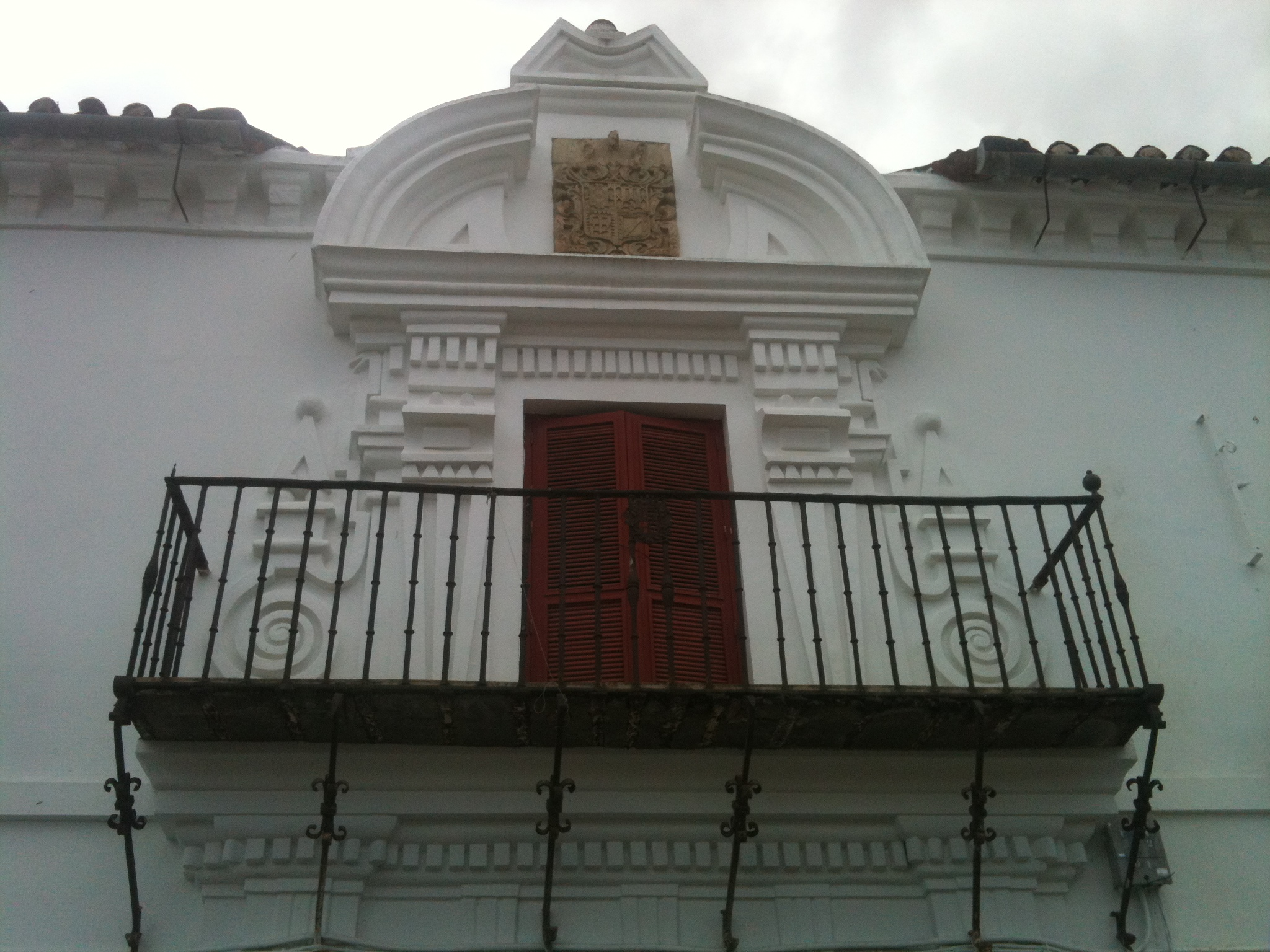
Detalle del escudo nobiliario del Palacio de los Duques de Fernán Núñez

Siruela es un municipio y localidad española de la provincia de Badajoz, en la comunidad autónoma de Extremadura. Cuenta con una población de 1771 habitantes (INE 2024).

## Geografía física

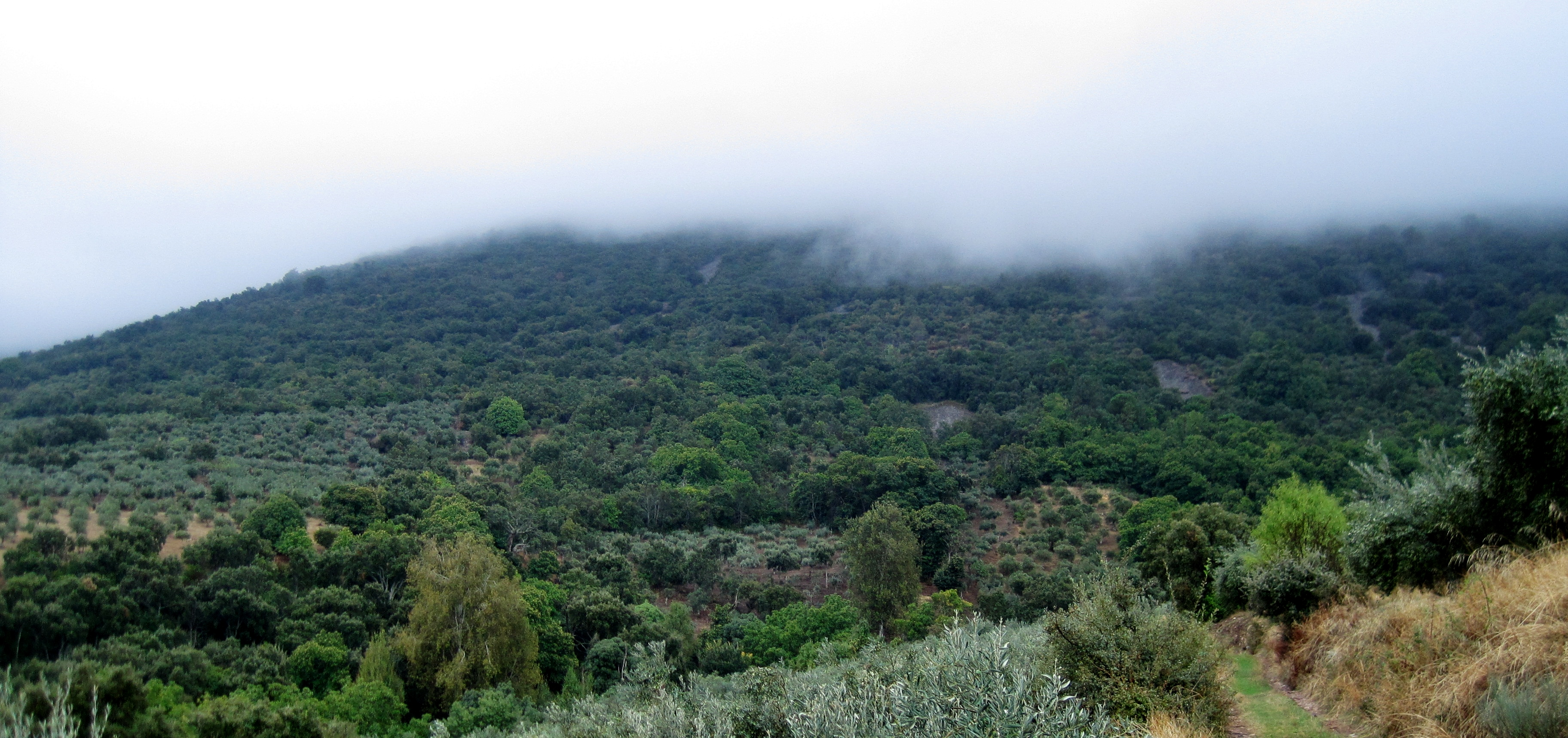
Sierra de Siruela

Está situado en el extremo más meridional de comarca de La Siberia, sobre el costado de la umbría de la sierra de su nombre, ocupando el centro de un ámbito espacial delimitado por las aguas de los embalses del Zújar y La Serena y las tierras de Ciudad Real.
Siruela está situada en el límite con la provincia de Ciudad Real: dista de Ciudad Real 122 km, de Badajoz 192 km y de Madrid 270 km.
A su alrededor, se distribuyen las localidades de Garbayuela, Sancti-Spíritus, Garlitos, Baterno y Tamurejo. Pertenece al partido judicial de Herrera del Duque.
| Noroeste: Puebla de Alcocer                   | Norte: Puebla de Alcocer y Garbayuela | Noreste: Garbayuela y Tamurejo |
| Oeste: Puebla de Alcocer y Casas de Don Pedro |                                       | Este: Tamurejo                 |
| Suroeste: Sancti-Spíritus (Badajoz)           | Sur: Risco (Badajoz) y Garlitos       | Sureste: Baterno y Garlitos    |

La Sierra de Siruela forma parte de la Red Ecológica Europea NATURA 2000 al ser declarada Zona de Especial Protección para las Aves (ZEPA) y Lugar de Importancia Comunitaria (LIC). La ZEPA y LIC Sierra de Siruela ocupa el área más abrupta de la comarca de La Siberia; está situada entre las poblaciones de Siruela y Garlitos. El embalse de La Serena y los ríos Esteras y Guadalemar bañan su tierra.
Encinares, alcornocales, quejigares, olivos, enebros y acebuches vertebran el paisaje junto a imponentes cantiles rocosos que sirven de morada a numerosas aves rupícolas, como águila perdicera, águila real, buitre leonado, alimoche, cigüeña negra; así como otras más vinculadas a las masas forestales como buitre negro y azor. Esta zona también la frecuenta por su abundancia de caza el águila imperial ibérica y se han producido nidificaciones de buitre negro.

## Historia
El topónimo que nombra la población pudiera tener relación con el de la sierra que domina la zona, habiéndose convertido en Siruela a partir de las formas Serreruela y Seruela primitivas. Durante la Edad Media su nombre fue Villanueva de Siruela. 
Los numerosos hallazgos arqueológicos descubiertos en su entorno, entre los que sobresale la conocida estela tartésica de El Ruidero, denotan la antigüedad de la presencia de pobladores en el territorio. La época romana está bien documentada a través de diferentes lápidas y otras piezas, habiéndose mantenido ocupada también durante el periodo musulmán. 
La constitución de la villa en Señorío tuvo lugar en el siglo XIV y su consolidación en el siglo XV, de mano de Hernando de Velasco, con cuyo linaje se inicia el Condado de Siruela. Las sucesivas concordias firmadas entre los titulares de la jurisdicción y el pueblo, a partir del siglo XVI, jalonan la historia de la localidad en la época moderna. Los últimos episodios relativos a la propiedad de las dehesas comunales datan de hoy mismo. De marcado carácter ganadero, Siruela constituyó uno de los centros más destacados de la Mesta, hasta el punto de que, desde 1500, fue aquí donde, cada tres años, se celebraban las reuniones de la poderosa organización.
En 1594 formaba la Tierra de Siruela en la provincia de Trujillo.
A la caída del Antiguo Régimen la localidad se constituye en municipio constitucional en la región de Extremadura. Desde 1834 quedó integrado en el partido judicial de Herrera del Duque. En el censo de 1842 contaba con 860 hogares y 3240 vecinos.

## Demografía
Siruela cuenta con una población de 1771 habitantes (INE 2024).
| Gráfica de evolución demográfica de Siruela entre 1842 y 2021                                                         |
| |
| Población de derecho según los censos de población del INE. Población de hecho según los censos de población del INE. |

## Transportes
Para llegar desde Badajoz y Ciudad Real se circula por la N-430 (en sentido diferente) y al llegar al cruce con Garbayuela se abandona dicha carretera; cogemos la BA-135 y en 10 minutos se llega a Siruela. Desde Madrid hay que circular por la A-5 hasta Talavera de la Reina, donde se toma la N-502 dirección Córdoba hasta Fuenlabrada de los Montes donde ya se toma la mencionada N-430 y llegados a Garbayuela se sigue el itinerario antes explicado hasta Siruela.

## Festividades

### San Isidro
15 de mayo, romería popular en honor de san Isidro en la ermita de Altagracia.

### Nuestra Señora de Altagracia
Las ferias y fiestas patronales en honor a la Virgen de Altagracia tienen lugar del 13 al 16 de agosto. Cuenta la leyenda que un agricultor encontró la imagen sobre las ramas de un árbol, lugar donde se edificó la ermita en su honor. Dicho árbol hubo de ser arrancado de raíz porque florecía rápidamente a pesar de ser cortado. Su ermita se encuentra ubicada en el lugar en que la Santa imagen se apareció. Cabe destacar que el altar mayor de su ermita se encuentra de espaldas al pueblo pues cuenta la leyenda que los vecinos de un pueblo cercano, que reclamaban la imagen como suya, robaron de las manos de la Virgen al niño Jesús. Los siroleños le proporcionaron una nueva figura pero todas las mañanas la imagen, por obra divina, aparecía de espaldas a Siruela mirando hacia la localidad de la que llegaron los ladrones. Los feligreses llevan la Virgen desde la Ermita al pueblo (a hombros, cada 400 o 500 metros se para y los fieles pujan para que los que más paguen puedan cogerla y la porten durante el próximo trecho). Una vez en la iglesia, durante una semana se le reza la Novena; el día 23 la Virgen vuelve a la Ermita. Durante esos días se celebran actuaciones culturales y deportivas, además de la habitual verbena popular en la plaza del pueblo.

### Día de Extremadura
En septiembre, del 8 al 12, se celebra la festividad de “los toros“. Comienza el día 8 con la romería de la Virgen de Altagracia en su ermita y sigue con tres días de corridas de toros (con capeas por la mañana), verbena en la plaza del pueblo y otros actos.

### Feria agroganadera

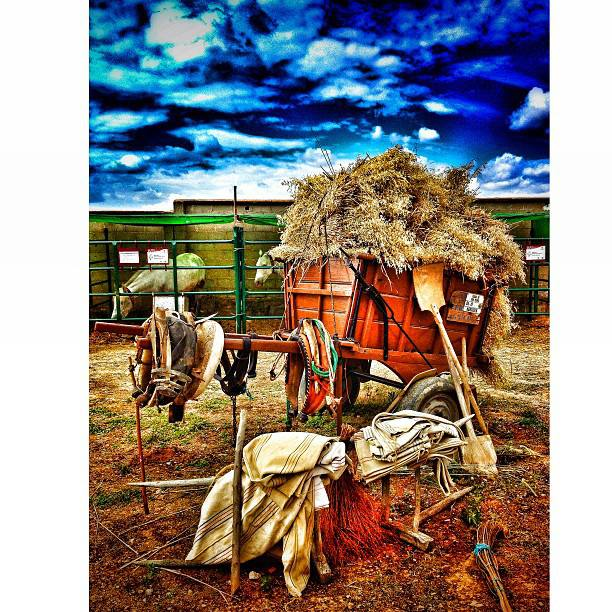
Exposición en la feria agro-ganadera y multisectorial de Siruela

Desde hace muchos años, una de las festividades más importantes que tiene Siruela es su feria agro-ganadera y multisectorial, la cual se celebra el primer fin de semana de junio.  
En la antigüedad se celebraban subastas en esta población durante estos días, pero la tradición se fue perdiendo, hasta que hace siete años. El ayuntamiento de esta localidad quiso retomar esta actividad, por ello cada primer fin de semana de junio, se celebra en Siruela la “Feria Agro-ganadera y multisectorial de Siruela”. Esta feria cuenta con cientos de cabezas de ganado tanto para exposición como para venta, ya que uno de los días la lonja se celebra en esta localidad. Como en la antigüedad, miles de personas se desplazan hasta la localidad para exponer su ganadería o para participar en las subastas, tanto comprando como vendiendo. Hay que destacar la gran presencia de razas autóctonas o en peligro de extinción que se exponen en esta feria, que ha vuelto a ser tan importante como lo fuera antes. La feria también cuenta con una exposición de maquinaria agrícola antigua, gastronomía típica de la tierra, exhibiciones de perros, degustación de cordero para los asistentes, exhibición de esquila a tijera y muchas cosas más.    
Antiguamente todo el ganado se desplazaba de un sitio a otro en busca de pastos, a este desplazamiento se le denomina trashumancia o trasterminancia (esta última caracterizada por movimientos estacionales de corto recorrido). En Siruela esto también se hacía, siendo la razón por la que se celebra desde hace unos años una fiesta en honor a dicha tradición, ya casi perdida, es la llamada Fiesta de la Trasterminancia. Esta festividad suele celebrarse un sábado de finales de noviembre; este día todas las personas que deseen participar pueden hacerlo. La ruta transcurre por la Cañada Real de las Merinas, una vía pecuaria de 9,5 kilómetros, ramal de la Cañada Real Segoviana, perteneciente a la red de senderos homologados; está situada al sur del río Siruela y atraviesa espacios naturales donde podemos encontrar una gran diversidad de vegetación y fauna. Los ejemplares protagonistas de esta ruta forman parte del sector ganadero autóctono español, como son la ovina merina negra, la caprina verata y la retinta extremeña o el asno andaluz. El ayuntamiento fleta autobuses para que todas las personas puedan llegar hasta Tamurejo, localidad donde comienza la actividad con un desayuno de dulces típicos, como las candelillas, los bodigos o las rosquillas. Se inicia el recorrido por la cañada hasta llegar a Siruela, concluyendo en su plaza de España, donde los visitantes podrán disfrutar además de unas migas extremeñas y del vino de la tierra. En 2017, Siruela fue nombrada la Capital de invierno de la Trashumancia.